# Savane River (Dominica)
Savane River (auch: Savanne River) ist ein Fluss an der Ostküste von Dominica im Parish Saint Patrick.

## Geographie
Der Savane River entspringt mit zwei Quellbächen am Südhang von Foundland, im Gipfelbereich. Nahegelegene Quellen gehören zu Quellbächen des Rivière Blanche (Dominica) (O) und Ravine Cacao (W). Die beiden Hauptquellbäche verlaufen nach Südosten, vereinigen sich noch auf einer Höhe von 600 m (⊙) und werden durch die Ausläufer von Foundland weiter nach Süden geleitet. Im Gebiet, in dem auch die Küstenstraße verläuft, auf 300 m Höhe, verläuft der Fluss in großen Schlingen, bevor er seinen Weg nach Osten findet, vorbei an Petite Savane, durch die Gebiete En Barquer, Davi und Logiste. Dann mündet er in der Petite Savane Bay in den Atlantik.
Der nächste benachbarte Fluss im Westen ist der Malabuka River.